# Groovy Radio Caravan
Groovy Radio Caravan（グルービー・レィディオ・キャラバン）とは、FM愛媛で2019年4月から放送されている音楽情報番組。

## 概要
1時台と2時台は、2015年4月1日から2019年3月29日までの4年間放送された「LINK」、3時台と4時台は、2017年4月- 2019年3月まで2年間放送された「e-special」の後継番組として放送を開始した。
番組から高揚感を感じて欲しくて「Groovy」、パーソナリティ、スタッフ、リスナーみんなでFM番組を盛り上げる“一団”という意味を込めて「Radio Caravan」が由来。エミフルMASAKI内の透明な壁で囲まれたサテライトスタジオ「エミスタ」より生放送されている。放送時間は毎週月～木 13:30～16:55、金のみ13:41～16:55だが特別番組が入る場合は短縮放送となる時がある。
日替わりでパーソナリティが入れ替わる。なお、2022年4月以降から新たな試みの一環として、金曜日にマンスリーパーソナリティを立て、月替わりでパーソナリティが登場する。通称「グルキャラ」。
2023年4月から、その日の投稿の中からパーソナリティが選んだ１名（選定基準はパーソナリティの独断）に番組特製のステッカーが贈られるようになった。が、1週間後に偽ステッカーが出回っているのが発覚。それを逆手にとり番組で贈られるものを『純正ステッカー』と言っている（マイケル曰く「裁断が甘い」「『ロッテ』と『ロッチ』の違いみたい」「俺も欲しい」とのこと）。

## パーソナリティ

### 現在のパーソナリティ
中村天
月・火曜担当。FM愛媛の企画であるパーソナリティ選考オーディションを勝ち抜き、梅田の後続パーソナリティとして2022年4月4日より担当。バンドをやっておりドラムス担当。当初は実家暮らしであったが、現在は1人暮らしをしており四苦八苦している様がトークのところどころで見られる（柔軟剤をぶちまける等)。1周年放送時に、当初の予定のキャラは頓挫したため、バンドマンなキャラで押していくと宣言した。
マイケル
水・木曜担当。愛媛県出身。プロフィール写真は黒猫。グルキャラのタイトルで噛む確率3割（リスナー調べ）。選曲のセンスの良さには定評がある。ニベアの青缶でお肌がつるつるになってきているが、最近女子力が高まりすぎて、女性パーソナリティから男性扱いをされないのが悩み。プライベートでは「ROPPONGI」「NINE」の2店舗を経営している。
2023年1月15日生放送分は、通常月曜担当の中村・古谷に代わって番組を進行し、毎週土曜深夜（時間上は日曜）1:00-1:30の『マシンガンエチケット』とコラボレーションを行い、同番組の2024年1月20・27日（同21・28日）放送分のスペシャル・ゲストとして迎えられた永野と、同番組のMC・ガッツ・ムネマソ、九官鳥を巻き込んだ放送を行った。ただし永野は15時までの出演で、それ以後は通常の『マシンガンエチケット』のMC3人によるトークだった。
古谷那瑠美
月・水曜担当。2023年5月1日放送分から担当。担当の経緯などは塩出玲を参照
窪田ゆうこ
火・木曜担当。愛媛県出身。2019年夏、フリーパーソナリティ・タレントとして20周年を迎えた。お料理では困った時は白出汁宣言をよくするため、「白出汁お姉さん」と呼ばれている。生放送では誰からも聞かれていないのに、元彼の話を自分からしてしまうため様々な過去が赤裸々に暴露されている。お酒が好き。
渡邊麻子
金曜担当。高知県出身。金曜の対決テーマで勝つことが多く「組織票や〜ん」と梅田が負け惜しみを言うため、「組織のボス」だったり「手下がたくさんいる」とリスナーから勘違いされている。以前はアフロヘアがトレードマークだった。普段はライターとして愛媛県内を徘徊している。2022年4月以降の金曜は、前述のマンスリーパーソナリティと共に放送をつとめる。
スタッフ
おーちゃん
月曜ディレクター。放送中パーソナリティに「うるさい」と怒鳴り、放送に声が入ってしまったことがある。

### 過去のパーソナリティ
梅田剛志
月・火・金曜担当。熊本県出身。番組が始まった時は座長に任命されていたが、その役目を果たせているかどうかは不明。梅ちゃんの愛称で親しまれ、リスナーやパーソナリティからいじられることも多いが、本人はいじられている意識がなく、すべり芸とも言われている。癖強だが好きな人は好き。ポツンとひとりで座っていることが多い。月曜日は独身コンビとネタにしていたこともあったが、2020～2021年頃に結婚し番組で報告した（独身コンビの相方の塩出も2023年に結婚した）。
2020年の金曜日対決コーナーでは負けることが多かったが、人望のなさや組織票が働いたというわけではなく、ただ単に毎回運が悪すぎるだけである(負けた際に、組織票のせいにするのが通例であった)。
放送していない時は、かぼそい声で挨拶をするのがやっと。
ロケ当日は体調を崩しがちで、それを見せないように張り切りがちだが周りには完全にバレている。
塩出怜曰く、番組中に唯一マジ切れした（「テメェ！」。この後、仲は深まって、大体の事におおらかになれるようになったらしい）パーソナリティ。
井坂彰にバースデイプレゼントでとあるものを贈り、本人にネタにされたこともあった。
2022年3月29日の放送をもって降板。
塩出怜
月・水曜担当。愛媛県出身。重度の宝塚ファン。破壊力抜群のトークとひらひらと刺繍のお洋服大好き。自称ファッションリーダーだと思っているが、ベイ・シティ・ローラーズばりのタータンチェックや、ハンバーガーニットなどを着ていて、マイケルにいじられる。しばしば番組内で人気向上作戦が繰り広げられるが、効果は出ていない（リスナー調べ）。
決め台詞は「おにぎり！」であり、水曜日の挨拶にも使われている（が、本人が忘れることもしばしばあり、それをマイケルに弄られることも多い）。怜ちゃんと投稿がされることが多いが、一部からはオデレイさんと言われている。
2023年4月3日の放送中に、結婚報告（番組中に報告したのは梅田に次いで2人目）と旦那の転勤の関係で4月26日の放送をもって途中下車(本人曰く、「金曜日のマンスリーパーソナリティの枠を狙っている」とのこと)して、カモ☆れでぃ★Night！の後輩で（塩出曰く）愛弟子でもある古谷那瑠美が後継パーソナリティになることを、本人から発表した。